# Drugo obleganje Dunaja
Bitka pri Dunaju (nemško Schlacht am Kahlen Berge, Kahlenberg, poljsko bitwa pod Wiedniem, odsiecz wiedeńska, turško İkinci Viyana Kuşatması, osmansko turško Beç Ḳalʿası Muḥāṣarası) 12. septembra 1683 je bila bitka med vojskami Osmanskega cesarstva in njegovih vazalnih in tributarnih držav, ki je od 14. julija 1683 oblegala Dunaj, in združeno vojsko Habsburške monarhije, poljsko-litovske Republike obeh narodov in Svetega rimskega cesarstva pod poveljstvom poljskega kralja Jana III. Sobieskega. 
V bitki proti Osmanom sta prvič sodelovala Sveto rimsko cesarstvo in Republika obeh narodov. Bitka sama se pogosto omenja kot zgodovinska prelomnica, po kateri so "osmanski Turki prenehali ogrožati krščanski svet". Vojna se je nadaljevala do leta 1699. Osmansko cesarstvo je v njej izgubilo skoraj celo Ogrsko.
Bitka, v kateri je zmagala združena vojska Svetega rimskega cesarstva in Republike obeh narodov, se je kasneje prikazovala kot bitka, v kateri je bilo udeleženo samo Poljsko kraljestvo, ker ja litovska vojska prišla na Dunaj, ko je bil že osvobojen. Poveljnik dunajske garnizije Ernst Rüdiger von Starhemberg je vrhovno poveljstvo prepustil poljskemu kralju Janu III. Sobieskemu, poveljniku poljske vojske. 
Osmanski vojski je poveljeval veliki vezir Merzifonlu Kara Mustafa Paša. Njegova vojska je štela od 90.000 mož. do 300.000 mož. Iz dokumenta, najdenega v Kara Mustafovem šotoru, je razvidno, da ja njegova vojska na začetku pohoda štela 170.000 mož. Obleganje Dunaja se je začelo 14. julija 1683. V oblegovalski vojski je bilo tudi 60 ort janičarjev (12.000 mož) in 70.000 mož,  ki so stražili zaledje. Odločilna bitka se je dogajala 12. septembra po prihodu reševalne vojske. Bitka se šteje za eno od največjih konjeniških bitk v zgodovini.
Zgodovinarji menijo, da je bila bitka za Dunaj prelomnica v 300 let trajajočih vojnah med Osmanskim in Svetim rimskim cesarstvom. V naslednjih šestnajst letih po bitki so avstrijski Habsburžani postopoma osvojili in zavladali v južni Ogrski in Transilvaniji. 

## Predigra
Zasedba Dunaja je bila že dolgo časa strateški cilj Osmanskega cesarstva, ker je mesto nadziralo križišče trgovskih poti med vzhodnim Sredozemljem in Črnim morjem in Srednjo Evropo. V letih pred drugim obleganjem, prvo je bilo leta 1529, je začelo Osmansko cesarstvo pod nadzorom velikih vezirjev iz vplivne družine Köprülü obsežne logistične priprave, vključno s popravilom cest in mostov, ki so vodili proti Svetemu rimskemu cesarstvu, in oskrbovanjem logističnih središč na Balkanu in Ogrski s topovi, strelivom in drugimi potrebščinami. Na Dunaju je od leta 1679 divjala kuga. Napad na Dunaj bi se lahko začel že prej, če ga ne bi za nekaj časa ustavilo obleganje Sigeta leta 1566. 
Na politični fronti je Osmansko cesarstvo na svojo stran dobilo ogrske in nekatoliške manjšine v delih Ogrske, ki so bili pod habsburško okupacijo. V teh delih se je v letih pred bitko začeli nemiri ki so prerasli v odkrit upor proti Leopoldu I., predvsem zaradi njegove goreče želje po zlomu protestantizma.
Leta 1681 so protestanti in drugi nasprotniki Habsburžanov pod vodstvom Imreja Thökölyja ob znatni podpori Osmanov uprli in Thökölyja razglasili za kralja Gornje Ogrske. Gornja Ogrska je obsegala sedanjo vzhodno Slovaško in del severovzhodne Madžarske. Osmansko cesarstvo je ogrskim upornikov obljubilo ustanovitev ogrskega Dunajskega kraljetva, če bi mesto padlo v osmanske roke. Pred obleganjem je med cesarstvoma vladal dvajset let dolg mir, sklenjen z Vašvarskim sporazumom leta 1664. 
Leta 1681 in 1682 so se spopadi med Thökölyjevo vojsko in Habsburžani na meji med Gornjo Ogrsko in Svetim rimskim cesarstvom zaostrili. Vdori habsburške vojske na ogrsko ozemlje so postal ključni argument velikega vezirja Kara Mustafa Paše, s katerim je prepričal sultana Mehmeda IV. in vlado (Divan), da sta dovolila mobilizacijo osmanske vojske. Sultan je pooblastil Mustafa Pašo, da lahko operira do Győra (turško  Yanıkkale) in Komároma in ju oblega. Osmanska vojska je bil mobilizirana 21. januarja 1682. Vojna napoved je bila objavljena 6. avgusta 1682.
Logistika je takrat kazala, da bi bil napad avgusta ali septembra 1682 zelo tvegan ali celo nemogoč, ker bi pohod do Dunaja trajal tri mesece in bi vojska prišla na cilj tik pred zimo. Zamik odhoda za 15 mesecev je pomenil, da se je Leopold I. lahko temeljito pripravil na obrambo in dobil vojaško podporo Svetega rimskega cesarstva, Poljske-Litve, Beneške republike in papeža Inocenca XI. Vse to je zagotovo pripomoglo k porazu osmanske vojske pred Dunajem. Sveto rimsko cesarstvo in Republika obeh narodov sta leta 1683 sklenila sporazum, s katerim je Leopold obljubil Janu III. Sobieskemu podporo, če bi Osmani napadli Krakov. V zameno bi dobil poljsko-litovsko podporo, še bi Osmani napadli Dunaj.:656, 659
31. marca 1683 je na cesarski dvor na Dunaju prišla še ena napoved, ki jo je v sultanovem imenu poslal veliki vezir Merzifonlu Kara Mustafa Paša. Naslednji dan je iz Edirna v Rumeliji krenila na pohod osmanska vojska in na začetku maja prišla do Beograda. Vojski sta se kasneje pridružili transilvanska vojska pod poveljstvom Mihaela Apafija in ogrska pod poveljstvom Imreja Thökölyja. Del vojske je začel oblegati Győr, 150.000 vojakov pa je odšlo na pohod proti Dunaju.:660 7. julija se je 40 km pred Dunajem pohodnikom pridružilo 40.000 krimskih Tatarov. :660 Vojska je bila dvakrat večja od cesarske vojske na tem ozemlju. Cesar Leopold I. z dvorom in 60.000 Dunajčani je pobegnil v Passau, vojvoda Karel V. Lorenski z 20.000 vojaki pa se je umaknil proti Linzu.:660 Glavnina osmanske vojske je prišla pred Dunaj 14. julija 1683. Mesto je branil samo grof Ernst Rüdiger von Starhemberg s 15.000 možmi.:660
Poljski kralj Jan III. Sobieski je začel reševalno odpravo pripravljati julija 1683, s čimer je izpolnil določila Varšavskega sporazuma, in hkrati pustil svojo prestolnico Krakov skoraj brez obrambe. Vladarja Gornje Ogrske Imreja Thökölyja je ostro opozoril, naj ne poskuša izkoristiti nastalih razmer, kar je Thököly pravzaprav poskušal. Jan Kazimierz Sapieha Mlajši je pohod litovske vojske namerno odložil in namesto tega opustošil ogrsko visokogorje (zdaj Slovaška). Na Dunaj je prišel šele po njegovi osvoboditvi.
Med Poljsko in nemškimi državami, predvsem Avstrijo, so se takoj pojavila napetosti, povezane predvsem z oskrbo in plačami vojaških najemnikov. Sobieski je vztrajal, da bi morali stroške pohoda njegove vojske prevzeti branilci. Habsburško vodstvo je zbralo toliko denarja, kot ga uspelo zbrati, in se dogovorilo s Poljaki, da omejijo svoje stroške.

## Obleganje
Obleganje Dunaja se je začelo 14. julija. Kara Mustafa Paša je ta dan poslal mestu tradicionalno zahtevo, da se preda Osmanskemu cesarstvu. Ernst Rüdiger Graf von Starhemberg, poveljnik preostalih 15.000 branilcev in 8.700 prostovoljcev s 370 topovi, je ultimat zavrnil, ker je dan pred tem izvedel za masoven pokol v Perchtoldsdorfu južno od Dunaja, ki je na osmanski ultimat izročil mestne ključe. Prvi napadi oblegovalcev so se začeli 17. julija.:660
Dunajčani so pred obleganjem podrli veliko hiš pred mestnim obzidjem in očistili ruševine, da so pridobili laže branljiv odprt prostor.:660 Kara Mustafa Paša je to težavo poskušal rešiti s kopanjem dolgih jarkov v smeri proti mestu. 
Osmani so imeli 130 poljskih topov in 19 topov srednjega kalibra, kar ni bilo dovolj v primerjavi s 370 topovi branilcev. Začeli so kopati rove pod mestno obzidje, jih napolnili s smodnikom in nato razstrelili.:660  Po pisanju Andrewa Wheatcrofta je bila pred dunajskim obzidjem 150 let stara in skoraj gnila palisada. Branilci so zato pred obzidje zabili nova zelo debela drevesna debla, ki so resno ovirala osmanske načrte. Za njihov preboj so potrebovali kar tri tedne. Odstranjevanje ovir in zakasnitev odhoda osmanske vojske po vojni napovedi so omogočili branilcem, da je bilo mesto ob prihodu reševalne vojske septembra 1683 še v njihovih rokah.:660 Zgodovinarji domnevajo, da je želel Kara Mustafa zavzeti nedotaknjeno mesto in zavlačeval splošni napad, da bi preprečil plenjenje, ki je veljalo za neodtujljivo pravico osvajalskih vojakov.
Obleganje je prekinilo skoraj vse dobave hrane v oblegano mesto. Utrujenost vojakov je postala tako kritična, da je von Starhemberg ukazal ustreliti vsakega vojaka, ki je na straži zaspal. Obupane branilce je avgusta spodbudila novica, da je cesarska vojska Karla V. Lorenskega 5 km severozahodno od Dunaja premagala Thökölyjevo vojsko.
6. septembra so Poljaki Jana III. Sobieskega 30 km severozahodno od Dunaja prešli Donavo in se združili s cesarsko vojsko in enotami iz Saške, Bavarske, Badna, Frankovske in Švabske. Vojski se je pridružilo tudi več polkov zaporoških kozakov iz Republike obeh narodov. Ludvik  XIV. Francoski je odklonil pomoč svojemu habsburškemu rivalu, ker je malo pred tem prisvojil Alzacijo.
Poveljstvo združene evropske vojske so zaupali poljskemu kralju Janu III. Sobieskemu, ki je bil v Evropi veljal za zelo izkušenega poveljnika. Njegova združena vojska je štela 70.000 do 80.000 vojakov, omanska pa okoli 150.000.:661
Na začetku septembra je okoli 5.000 osmanskih saperjev že razstrelilo velike dele mestnega obzidja med bastionoma Burg in Löbel in revelinom Burg. Vrzel je bila široka okoli dvanajst metrov. Branilci so poskušali rušenje obzidja preprečiti s kopanjem svojih rovov in rušenjem nasprotnikovih. Osmanom je 8. septembra uspelo osvojiti revelin Burg in obzidje okoli njega. Preostali branilci so se umaknili in se pripravili na boj na notranjem obzidju.

## Priprave na bitko
Reševalna vojska je morala ukrepati hitro, da bi ustavila dolgo obleganje. V samo šestih dneh je vzpostavila učinkovito poveljniško strukturo pod poveljstvom Jana III. Sobieskega na čelu z njegovo težko konjenico (poljski huzarji). Sveta liga je z denarjem vladarjev in najetjem kreditov pri nekaj premožnih bankirjih, vladarjih in papežu dobila dovolj denarja za plačilo vojakov. Habsburžani in Poljaki so se dogovorili, da bodo stroške svoje vojske do habsburške meje pokrili sami, od meje naprej pa bodo stroške prevzeli Habsburžani. Cesar je moral ob tem prepustiti Poljakom tudi izključno pravico do plenjenja osmanskega tabora.
Kara Mustafa Paša je bil pri motiviranju svojih vojakov manj učinkovit. Obrambo zaledja je prepustil krimskemu kanu in njegovi konjenici, ki je štela 30.000–40.000 mož. Udeležba Tatarov v zaključni bitki pri Dunaju je vprašljiva. Njihov kan je namreč odklonil napad na reševalno vojsko, ko je preko pontona prečila Donavo, zato je verjetno odklonil tdudi napad nanjo, ko se je pojavila iz Dunajskega gozda. Kara Mustafa Paša se ni mogel zanesti niti na svoje vlaške in moldavske zaveznike. Moldavski knez Jurij Dukas je bil v bitki ujet, vojska Šerbana Kantakuzena pa se je po napadu poljske konjenice razbežala. 
Reševalna vojska je svoj prihod naznanila s kresom na hribu Kahlenberg nad Dunajem. Branilci mesta so k Janu III. Sobieskemu poslali zaporoškega kozaka in diplomata Jurija Franca Kulčickega, ki je tekoče govoril turško. Odposlancu je uspelo prebiti se skozi osmanske položaje in Sobieskega obvestiti, kdaj naj napade. Pred napadom je bila po nasvetu Leopoldovega verskega svetovalca Marka d'Aviano svečana maša.

## Bitka
Bitka se je začela preden so bile vse enote v celoti razporejene. Osmani so napadli 11. septembra 1683 ob 4. uri zjutraj in poskušali poseči v razporejanje nasprotnikovih enot.:661 Na napad so se prvi odzvali Nemci. Karel Lorenski je udaril na osmansko levo krilo in po težkem boju in nekaj osmanskih protinapadih zasedel več ključnih položajev, zlasti utrjeni vasi Nussdorf in Heiligenstadt. Do poldneva je cesarska vojska že krepko zmlela osmansko vojsko in se približala preboju njihove bojne črte. Osmanska vojska je že razpadala, vendar se v tistem trenutku še ni sesula.
Mustafa Paša je z večino svoje vojske krenil v protinapad, nekaj elitnih enot janičarjev in spahij pa je istočasno napadlo mesto, da bi ga osvojil še pred prihodom Jana III. Sobieskega. Saperji so pripravili zadnjo veliko eksplozijo pod bastionom Löbel, da bi prebili mestno obzidje. Podstavljenih je bilo deset min, vendar so jih branilci pravočasno odkrili in deaktivirali.
Zgodaj popoldne se je začela velika bitka na drugi strani bojišča, kjer je poljska pehota napadla osmansko levo krilo. Namesto da bi se osredotočili na boj z reševalno vojsko, so si Osmani še naprej prizadevali vdreti v mesto. Poljaki so zato lahko dobro napredovali in do 16. ure zavzeli vasico Gersthof, ki je postala izhodišče za napad njihove konjenice.  Osmani so bili zdaj ukleščeni med cesarsko in reševalno vojsko. Karel Lorenski in Jan III. Sobieski sta se neodvisno drug od drugega odločila, da bosta nadaljevala ofenzivo do končne zmage.
Ofenziva cesarske vojske na levi fronti se je nadaljevala ob 15:30. Vojska je sprva naletela na oster odpor in se ustavila. Zastoj ni trajal dolgo in vojska je ob 17. uri zasedla vasi Unterdöbling in Oberdöbling, s čimer se je zelo približala centralnemi osmanskemu okopu.  Med predahom je napadla poljska konjenica. 
Huzarji so se prvič spopadlli ob 16. uri. Prebili so osmansko bojno črto in se približali osmanskim okopom, ki so bili zdaj ogoženi s treh strani: Poljaki so se jim približevali z zahoda, Sasi in Bavarci s severozahoda in Avstrijci s severa. Veliki vezir se je v tem trenutku odločil zapustiti svoj položaj in se umakniti v glavni štab v taboru bolj proti jugu. Osmanska vojska se je takrat že umikala z bojišča.
Zavezniki so bili zdaj pripravljeni na zadnji udar. Okoli 18. ure je poljski kralj ukazal napad konjenice, razdeljene v štiri skupine – tri poljske in eno cesarsko. Napad 18.000 konjenikov se šteje za največji napad konjenice v zgodovini. Napad je vodil Sobieski:661 na čelu 3.000 slavnih krilatih huzarjev. Tatari v poljski vojski so na čeladah nosili šop slame, da so se razlikovali od Tatarov na osmanski strani. Napad je zlahka zlomil osmansko bojno črto, ki so jo branili izčrpani in demoralizirani vojaki. Osmani so začeli bežati z bojišča. Konjenica se je usmerila naravnost proti osmanskemu taboru in Kara Mustafovemu štabu. Branilci mesta so zapustili mesto in se pridružili cesarski vojski.:661
Napad konjenice je bil za Osmane usoden. Manj kot tri ure po njenem napadu je v mesto kot prvi osvoboditelj vstopil mejni grof Ludvik Badenski na čelu svojih dragoncev. Jan III. Sobieski je po zmagi parafraziral slavni Cezarjev citat Veni, vidi, vici – Prišel, videl, zmagal in rekel Venimus, vidimus, Deus vicit – Prišli, videli, Bog je zmagal.:661

## Posledice
Osmanski zgodovinar Silahdar Findiklili Mehmed Aga (1658–1723) je bitko opisal kot največji poraz in napako od vzpostavitve osmanske državnosti leta 1299. Osmani so med obleganjem izgubili najmanj 20.000 mož. V bitki je bilo najmanj 15.000 mrtvih (Podhorodecki) ali 8.000 do 15.000 mrtvih in 5.000 do 10.000 ujetih (Tucker).:661 Število žrtev reševalne vojske je bilo mnogo manjše: okoli 3.500 mrtvih in ranjenih, vključno s 1.300 Poljaki. Tuckerjeve ocene so nekoliko višje: 4.500 mrtvih in ranjenih.:661 Število dunajskih branilcev in civilnih prebivalcev se je zaradi napadov in drugi vzrokov prepolovilo.
Vojska Svete lige in Dunajčani so dobili velik vojni plen, ki ga je nekaj dni po bitki živo opisal Sobieski v pismu svoji ženi:
Naši zakladi so neizmerni ... šotori, ovce, govedo in nemajhno število kamel …  to je zmaga brez primere, sovražnik je zdaj popolnoma uničen, zanje je vse izgubljeno. Bežati morajo za svoja gola življenja …  General Starhemberg me je objel in poljubil in me imenoval za svojega rešitelja.
Starhemberg je ukazal, da se takoj začne popravljati težko poškodovano mestno obzidje, da bi se lahko branili pred morebitnim osmanskim protinapadom, kar se je izkazalo za nepotrebno. 
Osmani so kmalu po porazu odstavili svojega poveljnika Kara Mustafa Pašo in ga na ukaz poveljnika janičarjev 25. decembra 1683 v Beogradu zadavili s svileno vrvjo. 
Med poveljniki katoliških vojske so po zmagi nastale velike napetosti. Sobieski je že pred bitko zahteval, da dobijo Poljaki prednost pri delitvi plena iz osmanskega tabora, zato so nemški in avstrijski vojaki dobili manjša dela plena. Protestantski Sasi, ki so prišli rešit mesto, so bili domnevno deležni žalitev katoliškega prebivalstva v okolici mesta. Sasi so zato takoj po bitki zapustili bojišče, ne da bi sodelovali pri delitvi plena, in zavrnili zasledovanje bežečega nasprotnika.
Sobieski je po zmagi odšel osvobajat Grau in severozahodno Ogrsko, dokler ni njegovega zasledovanja ustavila griža.:662 Karel V. je leta 1686 osvojil Beograd in večino Srbije in leta 1687 vzpostavil habsburško oblast v južni Ogrski in večini Transilvanije.:663-664
Osmanski poraz pred Dunajem sprožil velika slavja v safavidskem Iranu. Poročilo o osmanskem porazu je bilo očitno tako spektakularno, da je začel tedanji šah Sulejman I. (vladal 1666-1694) načrtovati pohod na Bagdad, ki so ga z Zuhabskim sporazumom  leta 1639 dobili Osmani. Safavidi pohoda niso izvedli, ker so se pristojni državni uradniki, zlasti prevladujoča evnuška frakcija na kraljevem dvoru, zavedali upada vojaške moči Safavidov in ocenili, da bi bil pohod nepremišljen. Evnhuhi, po mnenju profesorja Rudija Mattheea, »niso nasprotovali ideji, da bi Osmane ponižali, vendar niso želeli, da bi se njihova moč uničila, ker bi s tem odstranili varovalni prostor proti krščanski Evropi.«

## Pomen
Zmaga na Dunaju je vzpostavila pogoje, da so Ludvik Badenski, Maksimiljan Emanuel Bavarski in princ Evgen Savojski v naslednjih nekaj letih osvojili Ogrsko in del Balkana. Vojna, v kateri je Osmansko cesarstvo izgubilo še Transilvanjio, je trajala še šestnajst let in s končala s sklenitvijo Karlovškega miru leta 1699. Bitka pri Dunaju je pomenila zgodovinski konec širitve Otomanskega cesarstva v Evropo. 
Dejanja Ludvika XIV. Francoskega so spodbujala francosko-nemško sovraštvo. V naslednjem mesecu je v zahodnem delu oslabljenega Svetega rimskega cesarstva ponovno izbruhnila vojna za združitev nemških dežel.

## Zapuščina

### Astronomija
Po bitki je astronom Johannes Hevelius  ozvezdje Scutum (Ščit) preimenoval po kralju Janu III. Sobieskemu v Scutum Sobiescianum. Pred tem je bilo po neastronomih poimenovanih samo nekaj zvezd.

### Verski pomen
Ker je Jan III. Sobieski svoje kraljestvo pred bitko prepustil v varstvo Devici Mariji (Naša gospa Čestohovska), ja papež Inocenc XI. v spomin na zmago razširil čaščenje njenega imena iz edino Španije in Neapeljskega kraljestva na ves katoliški svet. Marijino rojstvo, ki se je praznovalo v nedeljo med 9. in 15. septembrom, je papež Pij X. prestavil na 12. september, dan zmage pred Dunajem. 
Papež je na svoj papeški plašč dodal poljskega kronanega belega orla in Janu III. Sobieskemu podelil naslov defensor fidei (branilec vere). Avstrijci so poljskemu kralju v čast na hribu Kahlberg severno od Dunaja zgradili cerkev.
Zametke protestantske svobode, zlasti na Ogrskem, je katoliška cerkev zatrla.

### Glasba
Avstrijski skladatelj Johann Joseph Fux je v spomin na bitko svojo skladbo Turcaria podnaslovil Glasbeni portret turškega obleganja Dunaja leta 1683.
V osmanskem taboru so domnevno našli pihalni instrument tárogató, podoben klarinetu, ki je po porazu Franca II. Rákóczija s Habsburžani leta 1711 postal madžarski simbol svobode.
Švedska power metal skupina Sabaton je bitko pri Dunaju opevala v skladbi Winged hussars v njihovem albumu The Last Stand iz leta 2016.

### Kulinarika
Z drugim obleganjem Dunaja je povezanih več kulinaričnih legend.
Legendarni croissant so iznašli na Dunaju ali leta 1583 ali med prejšnjim obleganjem leta 1529. Obliko je dobil po polmesecu na osmanskih zastavah. Rogljič naj bi v francosko slaščičarstvo leta 1770 prinesla na Dunaju rojena francoska kraljica Marija Antoaneta.
Druga legenda z Dunaja pravi, da je bil prvi bagel darilo kralju Janu III. Sobieskemu, podarjeno v spomin na zmago nad Osmani. Oblikovan je bil po konjskem stremenu. Verodostojnost te legende je vprašljiva, ker so že leta 1610 pekli kruh s podobno zvenečim imenom.
Pogosto se pripoveduje zgodba, da so Dunajčani v zapuščenem osmanskem taboru odkrili več vreč kave. Frančišek Jurij Kulczycki je kavo porabil v svoji novoustanovljeni in prvi kavarni na Dunaju. Ena od njegovih idej naj bi bila kava z mlekom, ki je v islamskem svetu niso poznali. Zgodba je bila prvič omenjena leta 1783. Prvo kavarno na Dunaju je ustanovil Armenec Johannes Theodat leta 1685.
Druga, bolj verjetna zgodba, pravi, da so zaplenjeno kavo zmešali s sladkorjem in spenjenim mlekom in dobili napitek, ki ga zdaj imenujemo cappuccino (nemško kapuziner). Ime naj bi dobil ali po kapucinskemu frančiškanu Marku d'Avianu, ki je katoliške krščanske sile spodbudil k enotnosti in obrambi Dunaja, ali ker je imel kapucinski duhovnik ključno vlogo pri njegovem izumljanju.